# Goodenia prostrata
Goodenia prostrata är en tvåhjärtbladig växtart som beskrevs av R. Carolin. Goodenia prostrata ingår i släktet Goodenia och familjen Goodeniaceae. Inga underarter finns listade i Catalogue of Life.